# بابلو غالدامس ميلان
بابلو غالدامس ميلان (بالإسبانية: Pablo Galdames Millán)‏ هو لاعب كرة قدم تشيلي في مركز الوسط، ولد في 30 ديسمبر 1996 في سانتياغو في تشيلي. شارك مع منتخب تشيلي تحت 20 سنة لكرة القدم. أما مع النوادي، فقد لعب مع فيليز سارسفيلد ويونيون إسبانيولا.

## وصلات خارجية
- بابلو غالدامس ميلان على موقع قاعدة بيانات كرة القدم.إي يو (الإنجليزية)
- بابلو غالدامس ميلان على موقع ناشيونال فوتبول تيمز (الإنجليزية)
- بابلو غالدامس ميلان على موقع Soccerway.com (الإنجليزية)
- بابلو غالدامس ميلان على موقع عالم كرة القدم.نت (الإنجليزية)
- بابلو غالدامس ميلان على موقع AS.com (الإسبانية)